# Vârful Slăveiu, Munții Retezat
Slăveiu este un vârf muntos situat în munții Retezat, și are o altitudine de 2347 m. Accesul pe vârf se poate face dinspre șaua Judele fiind plasat pe culmea Slăveiu dar înafara treseelor turistice marcate.

## Galerie foto

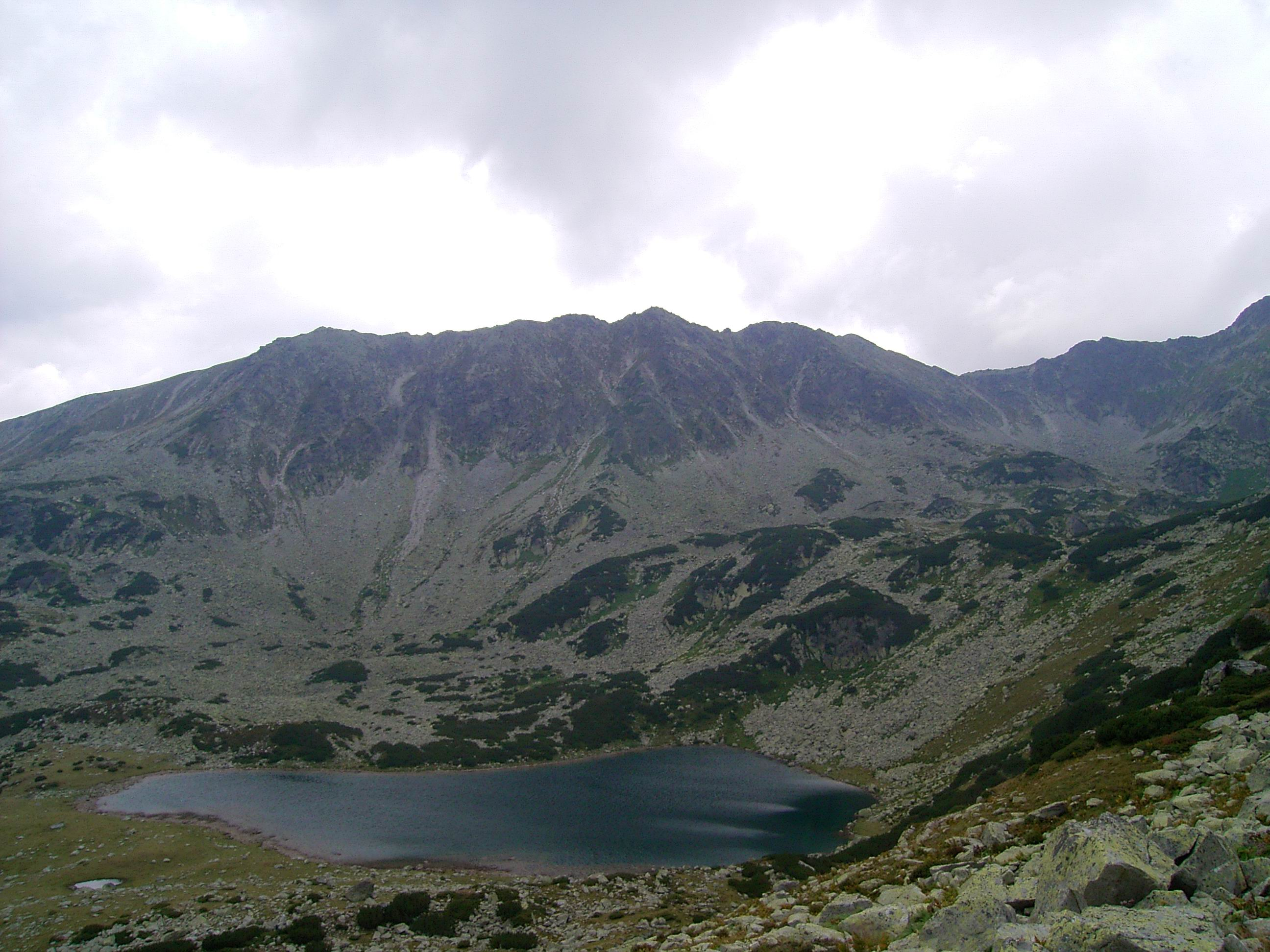
Culmea Slăveiu şi vârful Slăveiu (stânga): jos lacul Ana